# 竹中裕紀
竹中 裕紀（たけなか ひろき、1951年〈昭和26年〉1月1日 - ）は、平成期の実業家。元イビデン社長（前・会長）、元中部経済連合会副会長。岐阜県出身。中央大学理工学部電気工学科卒。
1970年代、揖斐川電気工業（現：イビデン）がプリント配線板の開発を開始した当初の技術メンバーである。技術出身であるが、営業経験も長いという。
通常は株主総会で社長交代をするのが通例であるが、当時の社長の岩田義文による決断により、2007年（平成19年）の新年度開始と同時に社長に就任している。

## 略歴
- 1973年（昭和48年）
  - 3月：中央大学理工学部電気工学科卒業。
  - 4月：揖斐川電気工業（現：イビデン）入社。プリント配線板プロジェクトチームに携わる。後に営業に異動。
- 1990年（平成2年）3月：特殊基板事業部営業部長就任。
- 1997年（平成9年）6月：取締役技術開発本部長就任。
- 2001年（平成13年）6月：常務取締役就任（2004年からはセラミック事業本部長兼任）。
- 2005年（平成17年）6月：取締役専務執行役員就任。
- 2007年（平成19年）4月：代表取締役社長就任。
- 2014年（平成26年）6月：中部経済連合会副会長に就任[1]。
- 2017年（平成29年）6月：代表取締役会長に就任。
- 2022年（令和4年）6月：代表取締役退任（会長職は継続）。
- 2023年（令和5年）：オークマ社外取締役に就任。
- 2024年（令和6年）6月：会長を退任。